# Rogelio Arango
Rogelio Arango E. (nascido em 17 de maio de 1959) é um ex-ciclista profissional colombiano. Competiu no Tour de France de 1985.
Representou seu país, Colômbia, no ciclismo nos Jogos Olímpicos de Verão de 1984 em Los Angeles, onde competiu individualmente na prova de estrada, mas não conseguiu completar a corrida.